# Conognatha posticalis
Conognatha posticalis es una especie de escarabajo del género Conognatha, familia Buprestidae. Fue descrita científicamente por Saunders en 1869.